# Hydroeciodes juvenilis
Hydroeciodes juvenilis là một loài bướm đêm trong họ Noctuidae.